# 針屋町 (名古屋市)
針屋町（はりやちょう）は、愛知県名古屋市中区の地名。

## 歴史

### 町名の由来
清須時代の針屋小路の名称に由来する。

### 沿革
- 1871年（明治4年）9月29日 - 笹屋町を編入する[1]。
- 1878年（明治11年）12月20日 - 名古屋区成立に伴い、同区針屋町となる[5]。
- 1889年（明治22年）10月1日 - 名古屋市成立に伴い、同市針屋町となる[5]。
- 1908年（明治41年）4月1日 - 東区成立に伴い、同区針屋町となる[1]。
- 1913年（大正2年）7月15日 - 名古屋新聞社が新社屋に移転[6]。
- 1944年（昭和19年）2月11日 - 栄区成立に伴い、同区針屋町となる[1]。
- 1966年（昭和41年）3月30日 - 住居表示実施に伴い、1〜4丁目が錦三丁目、4丁目が栄三丁目に編入され、消滅[1]。